# Municipio de Moville
El municipio de Moville (en inglés: Moville Township) es un municipio ubicado en el condado de Woodbury en el estado estadounidense de Iowa. En el año 2010 tenía una población de 340 habitantes y una densidad poblacional de 3,6 personas por km².

## Geografía
El municipio de Moville se encuentra ubicado en las coordenadas 42°25′40″N 96°3′54″O / 42.42778, -96.06500. Según la Oficina del Censo de los Estados Unidos, el municipio tiene una superficie total de 94.48 km², de la cual 94,07 km² corresponden a tierra firme y (0,44 %) 0,41 km² es agua.

## Demografía
Según el censo de 2010, había 340 personas residiendo en el municipio de Moville. La densidad de población era de 3,6 hab./km². De los 340 habitantes, el municipio de Moville estaba compuesto por el 97,35 % blancos, el 0,88 % eran afroamericanos, el 0,59 % eran de otras razas y el 1,18 % eran de una mezcla de razas. Del total de la población el 0,59 % eran hispanos o latinos de cualquier raza.